# Anopheles freyi
Anopheles freyi är en tvåvingeart som beskrevs av Meng 1957. Anopheles freyi ingår i släktet Anopheles och familjen stickmyggor. Inga underarter finns listade i Catalogue of Life.